# Camille Razat
Camille Razat (Toulouse, Occitania; 1 de marzo de 1994) es una actriz y modelo francesa conocida por interpretar a Lea Morel en la miniserie francesa The Disappearance de la cadena France 2, y a Camille en la serie de Netflix, Emily en París.

## Vida y carrera
Razat nació en Saint-Jean (Alto Garona). Es hija de Patrick Razat, director de la empresa Mécahers, y de Catherine Cantegrel, sofróloga. Completó sus estudios en el liceo Saint-Sernin de Toulouse.
Comenzó como modelo a los 16 años, hasta que en 2015 dio sus primeros pasos como actriz en la miniserie francesa The Disappearance, emitida por la cadena France 2.
En 2018, debutó teatralmente en una puesta en escena de Volker Schlöndorff, basada en el monólogo de Amanda Sthers, titulada Le Vieux Juif Blonde (en español; «El viejo judío rubio»).
En 2020, Razat se dio a conocer internacionalmente con su papel en la serie de Netflix, Emily en París. Mientras que en 2021 se convirtió en la nueva embajadora internacional de la marca L'Oréal París.

## Filmografía
| Cine | Cine               | Cine                    | Cine  |
| Año  | Título             | Rol                     | Notas |
| ---- | ------------------ | ----------------------- | ----- |
| 2017 | Rock'n Roll        | Chica del club nocturno |       |
| 2018 | Girls with Balls   | Lise                    |       |
| 2018 | Paris Pillage      | Caprice                 |       |
| 2018 | The 15:17 to Paris | Azafata del tren        |       |

| Televisión    | Televisión        | Televisión       | Televisión                |
| Año           | Título            | Rol              | Notas                     |
| ------------- | ----------------- | ---------------- | ------------------------- |
| 2015          | The Disappearance | Lea Morel        | Elenco principal          |
| 2015          | Capitaine Marleau | Salome Delevigne | Episodio: «Philippe Muir» |
| 2020–presente | Emily en París    | Camille          | Elenco principal          |